# Алексей Апостол
Майор Алексей Апостол (с рождено име Апостол) е финландски диригент от български произход, един от основоположниците на финландската военна музика.

## Биография
Алексей Апостолов е роден на 6 януари 1866 година в Атина и още малък остава сирак. По време на Руско-турската война през 1877 – 1878 година той е прибран от войниците от Трети стрелкови Фински лейбгвардейски батальон, а след края на войната заминава с тях за Финландия, където е осиновен от офицер от батальона. Той получава образование и е включен във военния оркестър, ръководен от диригента Адолф Леандер.
През 1888 година Алексей Апостол завършва музикално училище, от 1890 работи като диригент на военен оркестър, а през 1899 година заема мястото на Леандер начело на оркестъра на Финския лейбгвардейски батальон. През 1901 напуска армията в знак на протест срещу започналата русификация.
През следващите години Алексей Апостол се заема с различни начинания – прави опити да създаде музикален магазин, фабрики за музикални инструменти, нотно издателство, духов оркестър, организира военни оркестри и обучава диригенти, като сред учениците му е Георг Малмстен, една от водещите фигури във финландската популярна музика в периода между двете световни войни. След това е заместник-директор (1912 – 1918) и икономически директор (1918 – 1921) на Хелзинкската филхармония. След получаването на независимост на Финландия той става главен военен диригент и организира създаването на полкови оркестри.
Алексей Апостол умира на 20 юни 1927 година в Хелзинки и е погребан във военното гробище „Хиетаниеми“.